# Покрышка продолговатого мозга
Покрышка продолговатого мозга, или медуллярная часть покрышки, — это часть покрышки мозга, расположенная на уровне продолговатого мозга. Она содержит, в частности, ядра IX, X и XII черепных нервов. Боковая, или латеральная, область покрышки продолговатого мозга, или просто «латеральная покрышка продолговатого мозга» содержит дорсальное двигательное ядро блуждающего нерва и ядра солитарного тракта, и является важной частью норадренергической системы мозга.